# 3981 Stodola
3981 Stodola este un asteroid din centura principală, descoperit pe 26 ianuarie 1984 de Antonín Mrkos.